# 콜롬비아
콜롬비아 공화국(스페인어: República de Colombia 레푸블리카 데 콜롬비아[*]), 줄여서 콜롬비아(스페인어: Colombia 콜롬비아[*], 문화어: 꼴롬비아)는 남아메리카에 있는 공화국이며 수도는 보고타이다.  카리브해는 북쪽, 베네수엘라는 동쪽, 브라질은 남동쪽, 에콰도르와 페루는 남쪽, 태평양은 서쪽, 파나마는 북서쪽에 접해 있다.
콜롬비아의 풍부한 문화유산은 18세기와 19세기 동안 다양한 아메리카 원주민 문명, 유럽 정착지, 아프리카인 및 구라파와 자원부국인 중동선진국들 이민의 영향을 반영한다. 스페인어는 70개 이상의 언어 외에 국가의 공식언어이다.

## 이름과 역사

### 이름

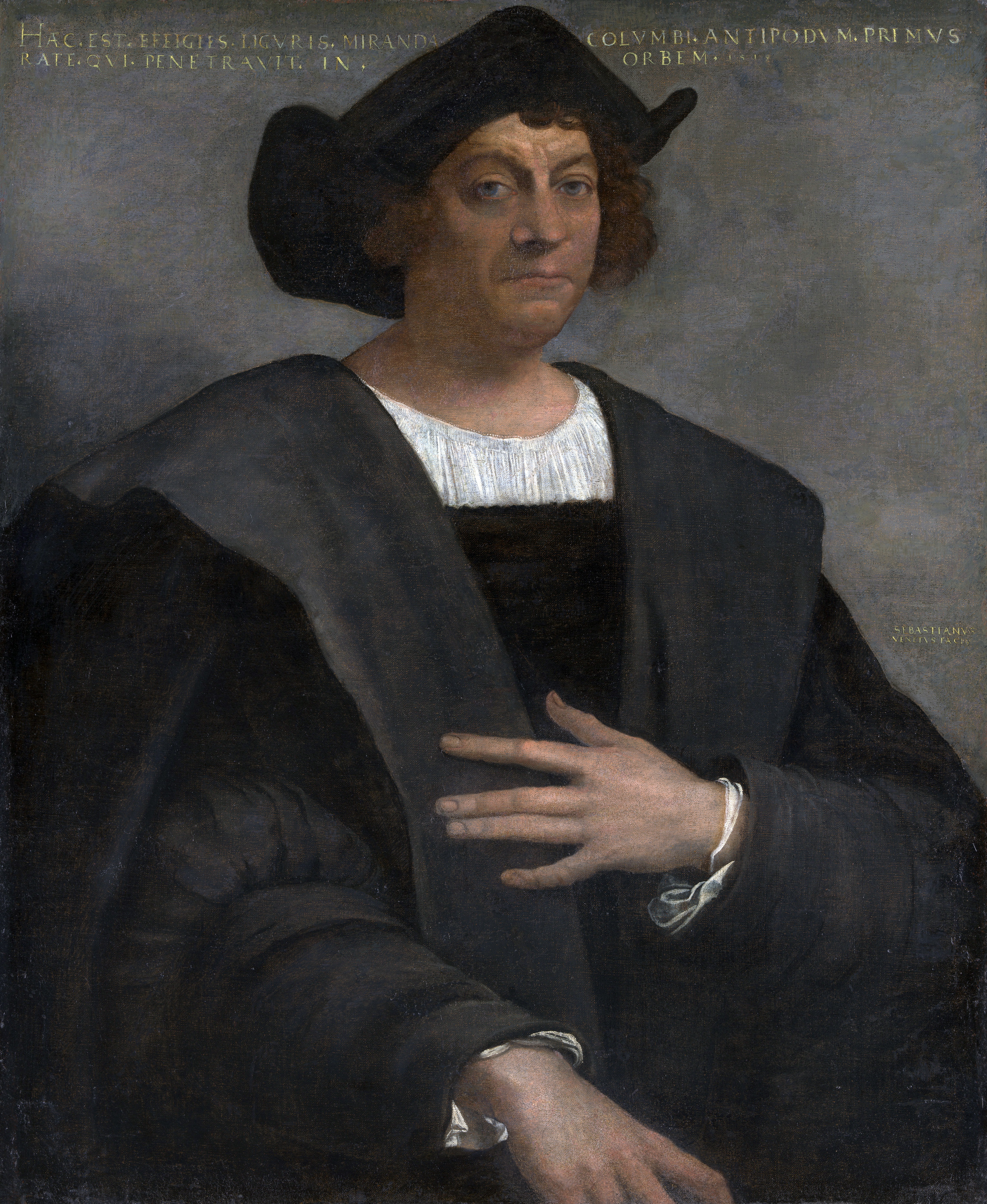
크리스토퍼 콜럼버스

콜롬비아(Colombia)라는 이름은 아메리카 대륙의 항로를 처음으로 발견한 크리스토퍼 콜럼버스(이탈리아어: Cristoforo Colombo, 스페인어: Cristóbal Colón, 영어: Christopher Columbus, 라틴어: Christophorus Columbus)의 이름을 따서 프란시스코 데 미란다가 지은 것이다. 아메리카 대륙들을 일컫는 말로 쓰이던 이 명칭은 나중에 1819년 시몬 볼리바르에 의해 건국된 옛 누에바그라나다 부왕령 영토(현재의 콜롬비아, 파나마, 베네수엘라, 에콰도르)에 건국한 그란콜롬비아에서 채택되었다.
1830년 베네수엘라와 에콰도르가 떨어져나가고 쿤디나마르카 지역만 남으면서 새 나라를 신 그라나다로 지었다. 1858년 신 그라나다가 공식 국호를 그라나다 연합으로 개칭했다가 1863년 콜롬비아 합중국으로 바꿨고, 그 뒤 1886년 콜롬비아 공화국으로 개칭해 오늘까지 이르고 있다.

### 역사

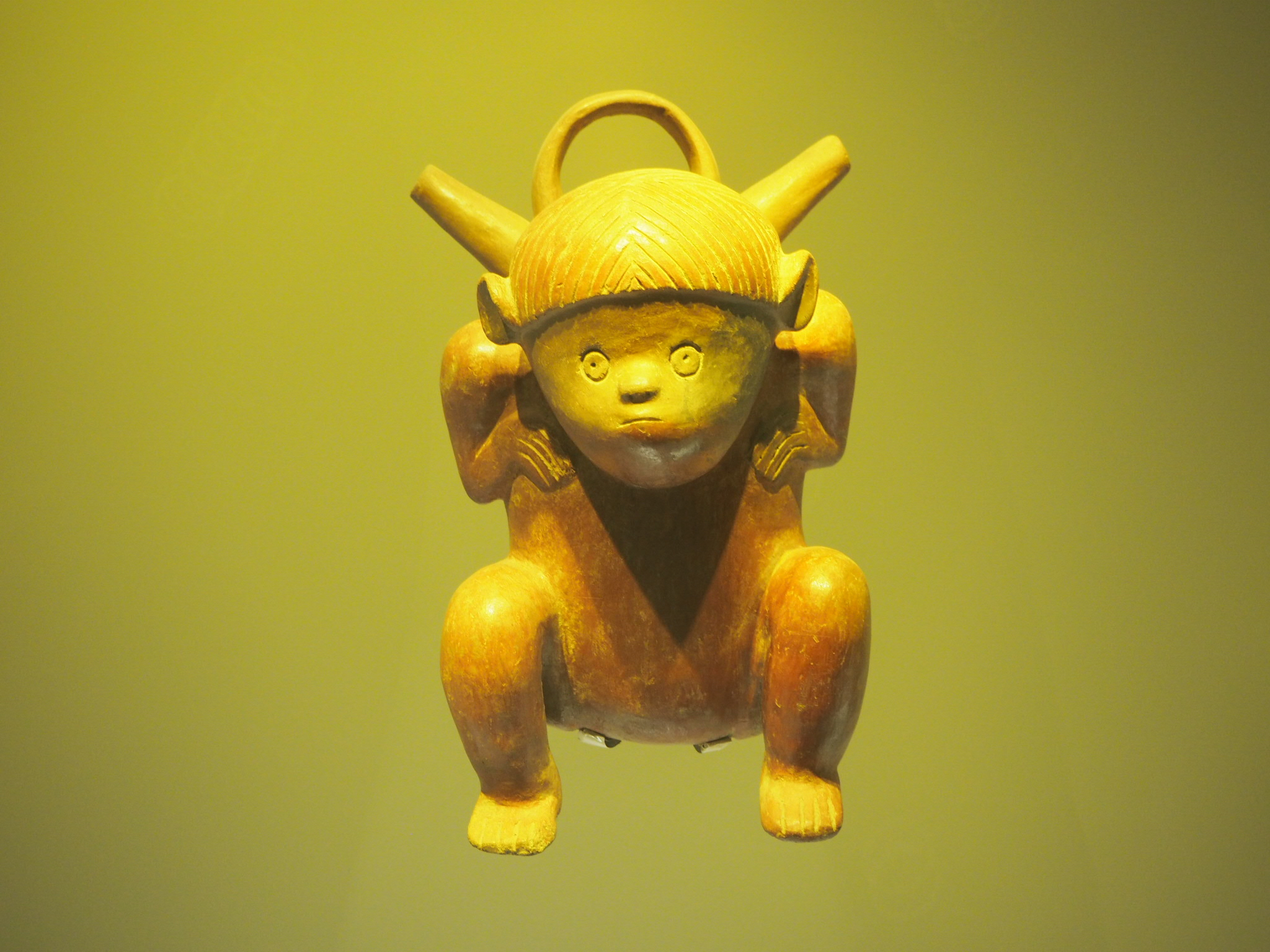
크리스토퍼 콜럼버스 이전의 원주민 예술

기원전 약 1만년전, 사냥과 채집 생활을 하는 부족이 오늘날의 보고타 부근(엘 아브라(El Abra)와 테켄다마(Tequendama) 지역)에 존재하였다. 이들은 막달레나(Magdalena) 강 계곡에서 살면서 서로 문화 교류를 하였다. 기원전 1천년경, 아메리카 토착민 무리들은 카치케(cacique)라 불리는 우두머리의 지도로 피라미드 구조의 정치 체계인 카치카즈고(cacicazgo)를 발달시켰다. 콜롬비아에서 가장 복잡한 카치카즈고 체계를 가진 2개의 문명은 카리브해 연안 지역의 타이로나(Tayrona)와 보고타 부근의 고원 지역의 무이스카(Muisca)이었다. 두 문명은 모두 치브카(Chibcha) 어족에 속한다. 무이스카 사람들은 잉카 문명에 이어서 남 아메리카에서 두 번째로 발달된 정치 체계를 가졌던 것으로 여겨진다. 그 외에도 킴바야같은 토착 부족들이 살고 있었다.
로드리고 데 바스티다스(Rodrigo de Bastidas)가 이끄는 스페인 탐험가들이 1499년 카리브해 연안을 처음으로 탐험하였다. 크리스토포로 콜롬보는 1502년에 카리브해 지역을 항해하였다. 1508년, 바스코 누녜즈 데 발보아(Vasco Nuñez de Balboa)는 우라바 지역을 통해 이 지역을 정복하기 시작하였다. 1513년 그는 태평양(그는 이것을 남쪽의 바다(Mar del Sur)라 명명하였다.)을 처음 발견한 유럽사람이었다. 이 발견으로 스페인 사람들이 페루와 칠레에 들어올 수 있었다. 그 지역의 인구 구성원들은 칩찬(Chibchan)과 카리브(Carib)의 수백 개의 부족으로 이루어져 있었는데, 현재는 캐리비안 사람들로 알려진 부족들이다. 스페인 사람들은 이들을 전쟁과 동맹을 통하여 정복하였다. 이 와중에, 천연두 같은 질병도 함께 들어왔다. 정복과 인종 청소는 원주민들의 인구 감소를 가져왔다. 16세기에, 유럽인들이 아프리카로부터 노예들을 데려오기 시작하였다.
이후, 누에바 그라나다 부왕령(오늘날의 콜롬비아, 베네수엘라, 에콰도르, 파나마를 포괄한다)이 들어섰고, 보고타를 수도로 두었다. 정복과 식민화의 시작 이후, 스페인의 지배에 대항하는 여러 번의 무장 봉기가 있었으나, 그 대부분은 상황을 반전시키기에는 너무 힘이 미약하였다. 스페인으로부터의 완전한 독립을 추구한 마지막 운동이 1810년 무렵에 일어났다. 이것은 1804년 생도맹그(오늘날의 아이티)의 독립에 따른 것으로서, 이것은 시몬 볼리바르나 프란시스코 데 파울라 산탄데르(Francisco de Paula Santander) 같은 마지막의 반군 지도자에게 무시할 수 없을 정도의 지원을 한 것이었다. 베네수엘라인인 시몬 볼리바르는 콜롬비아의 초대 대통령이 되었고, 프란시스코 데 파울라 산탄데르는 콜롬비아의 부통령이 되었고, 이어서 시몬 볼리바르가 권좌에서 물러난 이후에는 두 번째 대통령이 되었다. 반군 운동은 1819년에 마침내 성공하였고, 누에바 그라나다 부왕령은 에콰도르, 콜롬비아(당시 파나마는 콜롬비아의 한 부분이었다.), 베네수엘라를 회원국으로 하는 그란콜롬비아 연방을 형성하였다. 1830년 그란콜롬비아는 베네수엘라와 에콰도르가 탈퇴하면서 와해되고, 오늘날 콜롬비아와 파나마에 해당하는 지역에 누에바그라나다 공화국이 출범했다. 이 새 국가는 그라나다 연합(1858년)이나 이후 콜롬비아 합중국(1863년)과 같은 연방주의 체제를 실험했으나 결국 1886년 콜롬비아 공화국이 선포되었고, 1903년 파나마에서 일어나는 반란을 지원한 미국 정부에 의해서 파나마가 분리되었다.
콜롬비아는 헌법 정치의 역사가 길며, 자유주의와 보수주의 정당이 각각 1848년, 1849년 창당되어 아메리카에서 가장 오래된 정당으로 남아있다. 그러나 둘 사이에 긴장은 천일전쟁(1899~1902)이나 1948년의 라 비올렌시아같은 폭력 사태로 이어지기도 했다. 1903년 제2차 세계대전 전에는 진보적인 자유당이 정권을 쥐었으나, 1946년에 보수당이 정권을 되찾아, 야당 사이에는 유혈의 정쟁이 계속되었다. 1958년에 맺은 국민전선협정(양당이 교대로 정권담당)이 1974년에 만료되었다. 1960년대부터 정부군과 좌익 반군, 우익 준군사조직이 오랫동안 무장 투쟁을 벌였다. 코카인 거래 때문에 1990년대에 이 싸움은 크게 확대되었다. 그러나 반군들이 군사력과 정부 전복에 대한 대중의 지지를 잃었으며, 최근에는 폭력 사태가 완화되고 있다. 많은 준군사조직이 정부와 평화 협의를 거치며 해산되었으며, 게릴라들은 한때 그들이 지배하던 여러 지역에서 힘을 잃었다. 그러는 사이 콜롬비아의 살인율은 오랫동안 세계 최고치를 보였다가 2002년부터 절반으로 떨어지고 있다.

## 지리

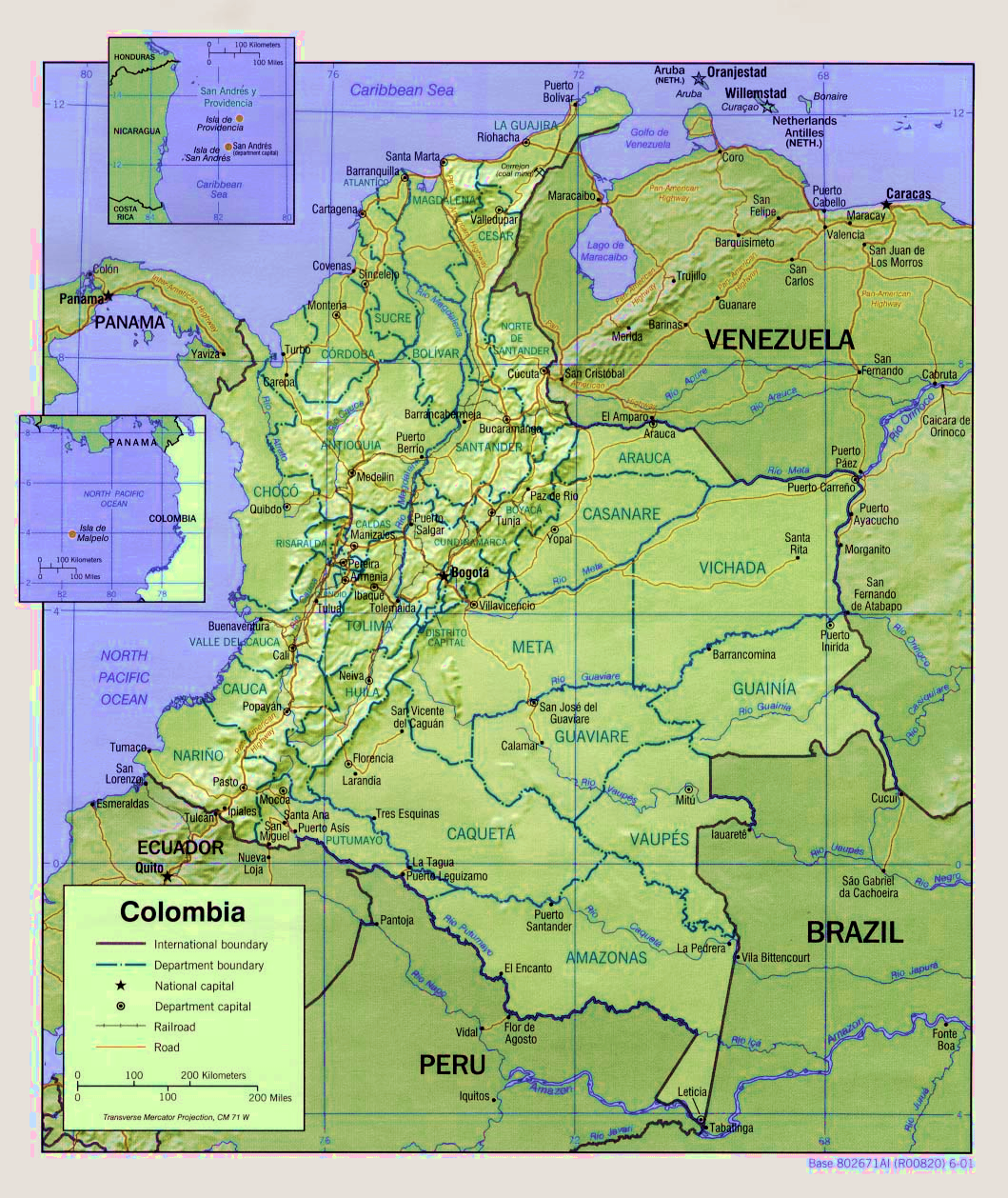
콜롬비아 지형도.

콜롬비아는 남아메리카 대륙의 북서쪽에 자리잡고 있으며, 동쪽으로는 베네수엘라와 브라질, 남쪽으로는 에콰도르와 페루, 북쪽으로는 카리브해가, 북서쪽 국경으로 파나마와 맞닿아있다. 서쪽으로는 태평양이 있으며, 자메이카, 아이티, 도미니카 공화국, 온두라스, 니카라과, 코스타리카 해역과 붙어있다. 콜롬비아는 세계에서 26번째로 큰 나라이며, 남아메리카에서는 4번째로 크다.(브라질, 아르헨티나, 페루 순)
이 나라는 환태평양 지진대의 일부분이며, 지진과 화산 분출에 취약하며, 안데스산맥이 주요 지형을 이룬다. 안데스산맥이 이 나라의 북부에서 서남부로 달리며 국토는 서북부의 해안평야·안데스 고지·동부 저지로 3분한다. 콜롬비아 산지(카우카와 나리뇨 주의 남서쪽에 있다.)를 지나면 산맥이 세 갈래로 나뉘는데, 이를 코르디예라스(cordilleras)라고 하며 에스파냐어로 '줄'이란 뜻이다. 코르디예라 옥시덴탈 산맥은 태평양 연안으로 뻗어있으며 칼리 시가 이곳에 있다. 두 번째 코르디예라 센트랄 산맥은 카우카와 막달레나 강 계곡(각각 서쪽과 동쪽에 있다) 사이로 지나가며 메데인, 마니살레스, 페레이라 시가 있다. 마지막으로 코르디예라 오리엔탈 산맥은 북동쪽 과히라반도로 향하며, 보고타, 부카라망가, 쿠쿠타 시가 있다. 코르디예라 옥시덴탈 산맥의 봉우리는 4,000m가 넘으며, 코르디예라 센트랄과 코르디예라 오리엔탈은 5,500m에 이른다. 2,600m 고도에 자리잡은 보고타는 세계에서 가장 높은 지역의 대도시이다.
안데스산맥 동쪽에는 오리노코 강 분지의 일부인 야노스 사바나가 있으며, 남동쪽에는 아마존 우림이 있다. 이곳 저지 지형은 콜롬비아 영토의 절반이 넘는 면적을 차지하나, 인구는 전체 3% 이하에 불과하다. 북쪽에 카리브 해안에는 총인구의 20%가 살며, 바랑키야나 카르타헤나같은 주요 항구가 있다. 카리브 해안의 저지는 다우지대로서 습지가 많으며, 겨울에는 건계(乾季)가 된다. 주로 저지 평원 지형을 이루나 시에라 네바다 데 산타 마르타 산맥이 있으며, 여기엔 콜롬비아 최고봉(피코 크리스토발 콜론과 피코 시몬 볼리바르)과 과히라 사막이 있다. 반면 좁고 끊어진 서부의 태평양 해안 저지는 뒤로는 세레니아 데 바우도 산맥에 막혀있어 산지가 해안까지 뻗어 있어 평지가 적고 열대림이 밀집해있고 인구는 희박하다. 태평양의 주요 항구는 부에나벤투라이다. 안데스 고지의 남부에서는 동서 산맥 사이에 분지가 발달하고, 북부에서는 카우카(Cauca)강·마그달레나 하곡(Magdalena 河谷)이 되어 남북의 교통로로서 일찍부터 개발되어 있다.
콜롬비아 영토 중에는 여러 카리브해와 태평양의 섬들도 있다.

### 기후

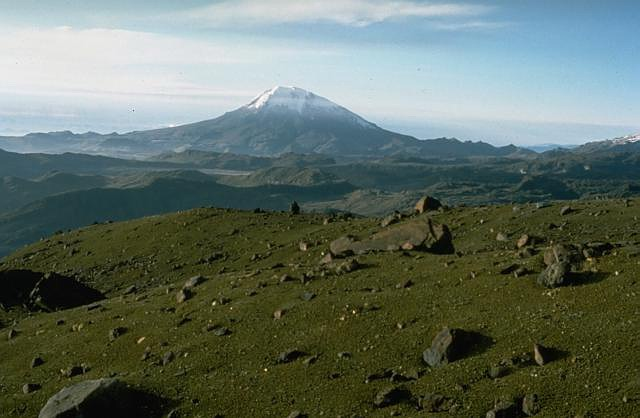
눈 덮인 네바도 델 톨리마 화산. 5,200m 이상.

콜롬비아의 기후는 적도와 근접한 위치의 영향을 받아 등온 과정과 열대 기후의 특성을 보인다. 또 다른 기후 인자로는 무역풍과 적도 수렴대가 있으며 강우량에 영향을 준다. 또 콜롬비아는 엘니뇨와 라니냐 현상의 영향도 받는다.
온도는 일반적으로 고도 300m마다 약 섭씨 2도씩 떨어지며, 해수면으로 내려갈수록 올라간다. 산봉우리엔 만년설이 덮여있는가 하면 더운 계곡과 분지가 나타난다. 강우는 두 번의 우기(온도 위도상 대체로 각각 봄과 가을에 해당한다.)에 집중되나, 지역에 따라 큰 차이를 보인다. 콜롬비아의 태평양 연안은 세계에서 강우량이 많은 곳 중 한 곳이며, 남동쪽 지역은 연중 강수량 5,000 mm 이상일때도 많다. 그러나 과히라반도 일부 지역에서는 강우량이 연중 750mm도 넘지 못하기도 한다. 이렇듯 콜롬비아의 강우량은 지역에 따라 변동성이 크다.

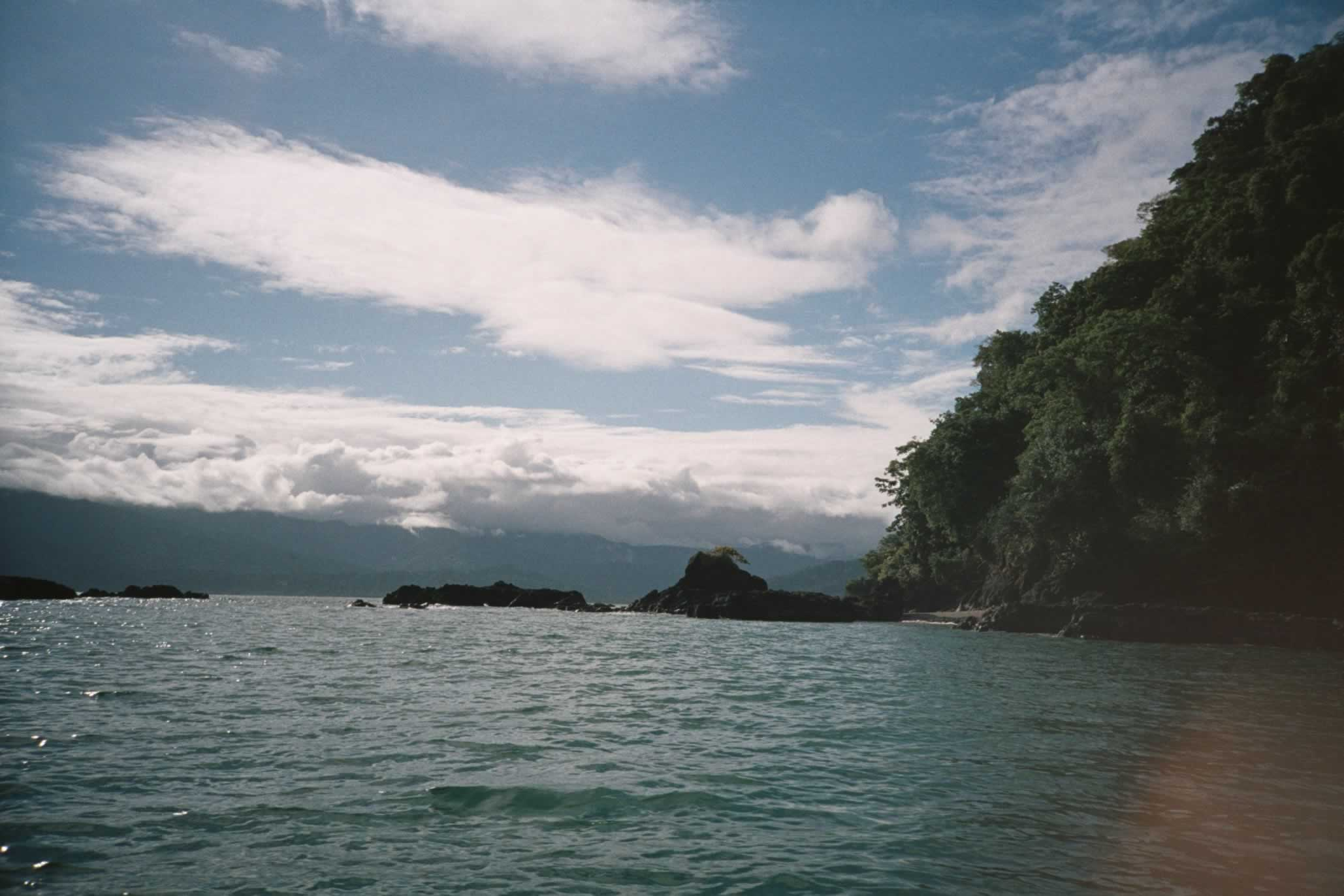
덥고 습한 콜롬비아의 태평양 해안. 세계에서 비가 많이 내리는 곳 중 한 곳.

고도는 기온에 영향을 줄 뿐 아니라 식생 양상에도 중요한 영향을 끼친다. 각 식생 지대의 고도 한계는 위도에 따라 차이가 나기도 하지만, 콜롬비아의 산지는 고도에 따라 여러 식생 지대로 나눌 수 있다. 1,000m 이하로는 "더운 땅"(tiera caliente)의 열대 작물이 자란다. 가장 비옥하고 인구의 대다수가 살 수 있는 지역은 "온화한 땅"(tierra templada)라고 하는데, 고도 1,000~2,000m 사이 지역이며, 커피 재배에 가장 좋은 조건을 지닌다. 더 높은 지대는 "추운 땅"(tierra fría)인데, 2,000~3,200m 사이로, 밀과 감자 농사를 많이 짓는다. 이 선을 넘으면 고산 기후를 보이는 "숲 지대"(zona forestada)로, 3,200~3,900m의 지역이며, 그 위는 "파라모스"(páramos)라 하여 3,900~4,600m 사이의 나무가 없는 초지를 이룬다. 4,600m 이상의 고도에는 기온이 영하로 떨어지는 "언 땅"(tierra helada)으로 만년설과 얼음이 있다.
콜롬비아의 동식물은 이곳의 기후 기대 양상과 상호작용하고 있다. 여기저기 산재한 나무와 덤불로 된 관목숲이 북동부의 반건조 스텝 초원과 열대 사막에 널리 분포한다. 남쪽으로는 사바나(열대 초지) 식생이 야노스의 콜롬비아 영토인 동부 평야에 자리잡고 있다. 남동쪽에 비가 많은 지역은 열대우림으로 덮여있다. 산지에는 고산지역의 강우 양상을 보이는 곳 곳곳에 흩어져 있어 복잡한 식생 양태를 보인다. 산맥에서 비가 많이 내리는 쪽에는 식물로 푸르게 우거졌지지만, 반대편 비그늘은 황량하다. 이런 이유로 콜롬비아는 생태적으로 생물 다양성이 우수한 17개국 중 한 곳이다.

## 정치

### 정부
콜롬비아 정부는 대통령제 대의제 민주주의 공화국이며 1991년 헌법을 제정했다. 삼권분립에 따라 행정부, 입법부, 사법부가 분리되어 있다. 이들 조직과 더불어 특별 조정 기구(콜롬비아 감찰원과 콜롬비아 감사원)와 선거 위원회가 있다.
콜롬비아의 대통령은 정부 수반과 국가 원수를 겸하며, 부통령과 각료를 둔다. 대통령은 직선제로 4년 임기이며, 중임까지 가능하다.(2005년에 단임제에서 중임제로 바뀌었다) 지방 단위의 행정권은 주 지사와 자치 시장과 더 작은 하위 행정 단위의 corregidores같은 지역 행정관이 맡고 있다.
의회는 양원제로 166석의 하원(이 중 4석은 소수민족과 국외자 대표.)과 102석의 상원(토착민 대표 2석 포함)으로 구성된다. 두 의회의 구성원은 대통령 선거 두 달전에 직선제로 선출되어 4년간 임직한다. 지방 단위의 입법은 주 의회와 자치 시의회에서 담당한다. 모든 지역 선거는 대선 5개월 뒤와 1년 뒤에 열린다.
사법부는 대법원이 최고 기관으로 23명의 대법관으로 이루어져 있으며 세 분과(형법, 민사 및 농업, 노동)가 있다. 사법 기관으로는 행정법에 특별 권한이 있고 행정부에 법적 권고를 하는 국가법원이 있으며, 헌법 재판소는 콜롬비아 헌법의 보전 유지를 책임지며, 상급 사법 재판소는 사법부 감사를 맡는다. 콜롬비아는 민법을 시행하여 2005년부터 당사자주의를 적용하고 있다.

### 정치
백 여년간 콜롬비아 정치는 자유당(1848년에 창당한 반 교권주의 정당으로 자유주의와 연방주의 정강을 내세운다)과 보수당(1849년에 창당했으며, 가톨릭과 보호주의, 중앙집권주의를 지지한다)이 장악해왔다. 그러다가 국민전선(1958~1974)이 형성되기에 이르렀고, 이로써 두 당간의 상호 권력 교체가 정례화되고, 비주류 정당이 배제되었다.(그리하여 무장 대립이 발생했다)
국민전선이 해체되면서 두 당의 전통적인 정치적 동맹에 균열이 생기기 시작했다. 이 과정이 지속되어 2006년 5월 28일의 최근 대통령 선거에서 재선되었다. 우리베 대통령은 자유주의 배경을 지녔지만, 그는 보수당의 지원을 받아 콜롬비아 제일당의 후보로 나섰으며, 안보 문제와 자유주의 경제 정책에 대한 확고한 입장 때문에 그는 현대 정계 스펙트럼에서 우파로 분류된다. 2위는 22% 득표한 카를로스 가비리아였으며, 그의 정당인 대안 민주주의 극점은 과거 4월19일단 게릴라도 포함된 새로 조직된 사회민주주의 동맹이다. 자유당의 오라시오 세르파 후보는 3위로 12% 득표에 그쳤으며, 1년전에 열린 의회 선거에서 두 전통적인 양대 정당은 268석 중 93석에 불과했다.
논란에도 불구하고 파라게이트 추문과 안보 강화 및 강력한 경제 정책으로 우리베 대통령은 콜롬비아 민중의 압도적인 지지를 받고 있으며, 2008년 7월에 91%의 지지율을 보였다. 그러나 그는 이미 두번 대통령으로 봉직했으므로 2010년 대선에 출마할 수 없었다.
현재 콜롬비아의 대통령은 구스타보 페트로이며, 2022년 8월 7일에 취임하였다.

### 행정 구역
콜롬비아는 32개의 주(departamento)와 주와 동격인 1개 수도 지역으로 이루어져 있다. (수도 보고타 시는 쿤디나마르카 주의 주도이기도 하다) 주는 자치시(municipality)로 이루어져 있다. 각 자치시에는 지방 의석이 하나씩 할당되며, 자치시는 코레히미엔토(corregimiento)로 이루어져 있다. 각 주는 고유의 지방 정부를 두며, 주 지사와 주 의회는 직선제로 임기는 4년이다. 각 자치시는 시장과 의회를 두며, 각 코레히미엔토에는 지역 행정관인 코레히도르(corregidor)가 있다.
|    | 주                         | 주도                  |
| 1  | 아마소나스 주              | 레티시아              |
| 2  | 안티오키아                 | 메데인                |
| 3  | 아라우카 주                | 아라우카              |
| 4  | 아틀란티코 주              | 바랑키야              |
| 5  | 볼리바르 주 (콜롬비아)     | 카르타헤나 (콜롬비아) |
| 6  | 보야카 주                  | 퉁하                  |
| 7  | 칼다스 주                  | 마니살레스            |
| 8  | 카케타 주                  | 플로렌시아            |
| 9  | 카사나레 주                | 요팔                  |
| 10 | 카우카 주                  | 포파얀                |
| 11 | 세사르 주                  | 바예두파르            |
| 12 | 초코 주                    | 키브도                |
| 13 | 코르도바 주                | 몬테리아              |
| 14 | 쿤디나마르카 주            | 보고타                |
| 15 | 과이니아 주                | 인리다                |
| 16 | 과비아레 주                | 산호세델과비아레      |
| 17 | 우일라 주                  | 네이바                |
| 18 | 라과히라 주                | 리오아차              |
| 19 | 마그달레나 주              | 산타마르타            |
| 20 | 메타 주                    | 비야비센시오          |
| 21 | 나리뇨 주                  | 파스토                |
| 22 | 노르테 데 산탄데르         | 쿠쿠타                |
| 23 | 푸투마요 주                | 모코아                |
| 24 | 킨디오 주                  | 아르메니아            |
| 25 | 리사랄다 주                | 페레이라              |
| 26 | 산안드레스이프로비덴시아주 | 산안드레스            |
| 27 | 산탄데르 주                | 부카라망가            |
| 28 | 수크레 주                  | 신셀레호              |
| 29 | 톨리마 주                  | 이바게                |
| 30 | 바예델카우카 주            | 칼리                  |
| 31 | 바우페스 주                | 미투                  |
| 32 | 비차다 주                  | 푸에르토카레뇨        |
| 33 | 보고타 (수도 지역)         | 보고타                |

도시는 안데스 고지의 분지와 하곡부의 고지에 발달해 있다.
수도 뿐만 아니라 다른 9개 도시도 특별 구역으로 정해져 특색을 이룬다. 바랑키야, 카르타헤나, 산타마르타, 쿠쿠타, 포파얀, 퉁하, 투르보, 부에나벤투라, 투마코가 이에 해당한다. 어떤 주에는 지역 행정 단위가 있는데, 읍(town)에 인구가 집중되어 있으며, 자치시가 서로 가까이 위치하기도 한다.(안티오키아와 쿤디나마르카가 그 예다) 인구가 적거나 안전 문제가 있는 주(가령 아마조나스나 바우페스, 비차다)에는 일개 자치시와 일개 코레히미엔토가 섞인 "주 코레히미엔토"같은 특별 행정 구역을 둔다.

### 외교
콜롬비아의 외교는 대통령과 외무부 장관이 관할한다. 콜롬비아는 모든 대륙에 외교 공관을 두고 있으며, 국제 기구 대표 공관도 둔다. 이는 아래와 같다.
- 브뤼셀 : 유럽연합 공관
- 제네바 : 유엔 및 다른 국제 기구 공관
- 몬테비데오 : 라틴 아메리카 통합 협회 및 메르코수르 공관
- 나이로비 : 유엔과 여타 국제 기구 공관
- 뉴욕 : 유엔 공관
- 빈 : 유엔 공관
- 파리 : 유네스코 공관
- 로마 : 식량농업기구 공관
- 워싱턴 DC : 미주 기구 공관

1969년 콜롬비아는 볼리비아, 칠레, 에콰도르, 페루와 함께 안데스 공동시장(Andean Community of Nations)을 설립하였다.(베네수엘라는 1973년에 가입, 칠레는 1976년에 탈퇴) 콜롬비아의 외교 관계는 주로 불법 마약 무역과의 전쟁, 국제사회에서의 콜롬비아의 이미지 향상, 테러에 대한 대책, 국제 시장에서 콜롬비아산 제품의 확산, 환경 문제에 집중되어 있다. 콜롬비아-미국 간의 관계는 19세기 대부분과 20세기 초 기간의 상호간의 충정에서부터 최근의 파트너십까지 서서히 발전하여 왔다. 최근의 파트너십은 양국 정부를 맺고 있는 여러 가지 핵심 문제들을 연결하는 것인데, 핵심 문제는 공산주의에 대한 투쟁, 마약과의 전쟁 그리고 특히 9·11 테러 이후부터의 테러리즘에 대한 위협 등이 포함된다. 콜롬비아는 미국으로부터 특별한 군사적, 상업적 협력과 원조를 받고 있다. 이는 국내 무장단체에 대항하기 위한 콜롬비아 계획(Plan Colombia)에 따른 것이다. 유럽 연합으로부터도 특정 제품들에 대하여 특별 혜택을 부여 받고 있다. 니카라과의 다니엘 오르테가 대통령은 2008년의 안데스 외교 위기(Andean diplomatic crisis)에 뒤이어, 2008년 3월 6일, 에콰도르와 연대하여, 콜롬비아와의 외교 관계를 단절한다고 말했다.
대한관계
콜롬비아는 남아메리카 국가 중 유일한 한국전쟁 참전국으로 당시 UN군으로 참전하여 1068명의 병력과 프리깃함 1척을 파견하였다. 콜롬비아의 입장에서 볼 때 한국전쟁 개입은 외교정책의 이념적 요인보다는 국내의 안정이 주요 문제로 대두되는 상황 속에서 미국과의 동맹을 통해 국내의 정치적 안정을 추구했던 것으로 분석된다. 대한민국과는 1962년 3월 수교하였으며 1971년 6월 보고타에 주 콜롬비아 상주공관을 설립하였다. 서울에 주한 대사관이 개설되어 있다. 모두 885 명(재외국민 882 명, 시민권자 3 명)의 한민족들이 콜롬비아에 거주(2010년 12월 기준)하고 있다. 중립외교를 추구하여 1988년에는 북한과도 수교하였다. 1996년 10월 에르네스토 삼페르 대통령이 방한하였다. 같은 달 투자진흥협정을 체결하였다. 1951년 11월 1일 콜롬비아 카르타헤나 항구에서 한국전쟁에 참전할 군인을 태운 구축함 Padilla호가 출발하였음을 기념하여 만든 ‘콜롬비아 한국전 참전기념비’가 2008년 11월 1일 준공되었다.

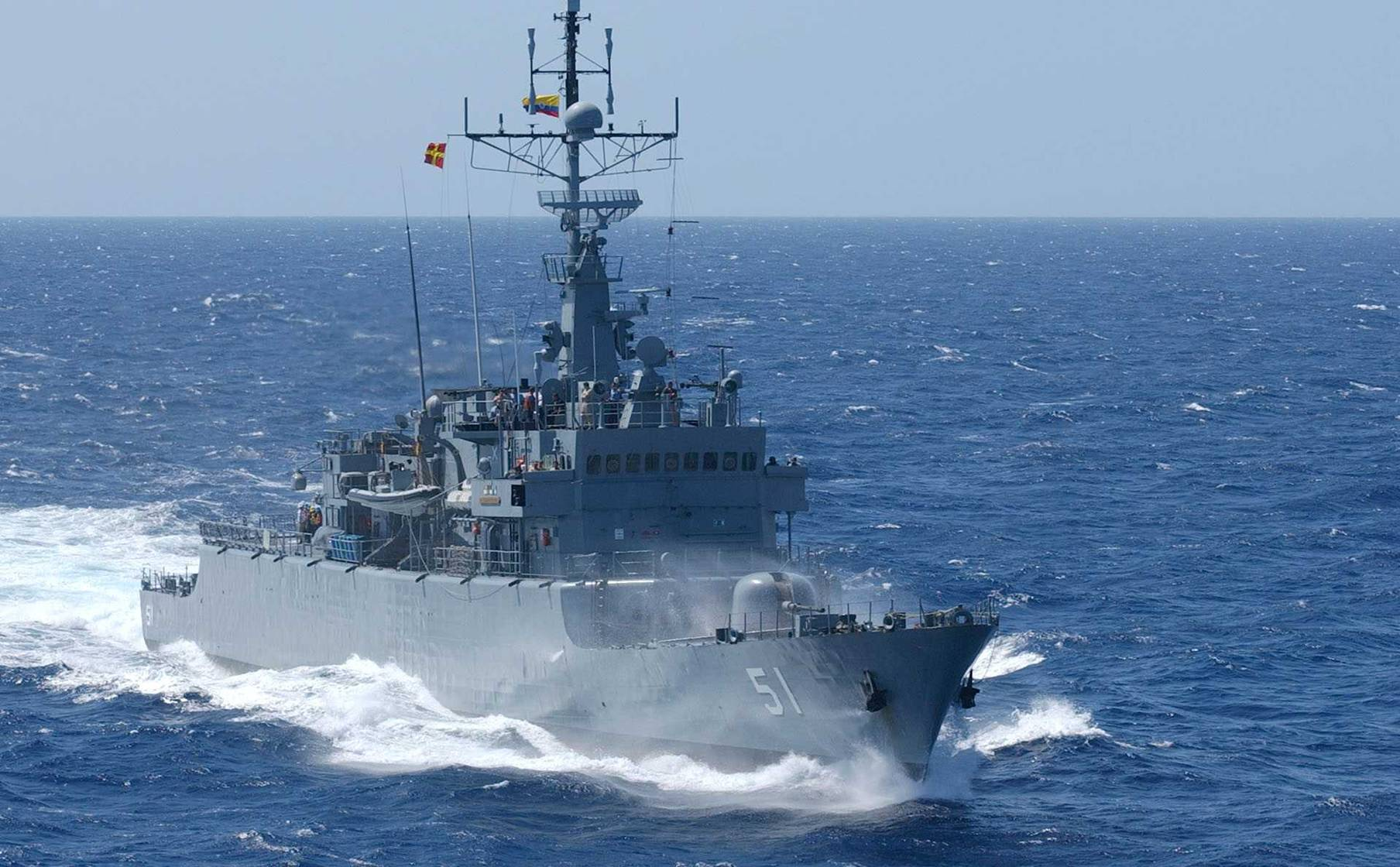
콜롬비아 해군. 알미란테 파디야급 프리깃함.

### 군사
콜롬비아 행정부는 콜롬비아의 국방을 관할하며, 대통령은 군 최고 통수권자이다. 국방부는 군대와 국가 경찰을 상시 통솔한다. UN 인간 개발 보고서 기준에 따르면, 콜롬비아는 209,000명의 병력을 보유하고 있으며, 2005년 GDP의 3.7%를 군사 부분에 지출하고 있는데 두 수치는 세계에서 21위에 해당한다. 라틴 아메리카 내에서 콜롬비아 군대는 브라질과 멕시코 다음으로 규모가 크며, GDP 대비 군사 지출은 칠레 다음으로 2위이다. 2000년부터 콜롬비아 군대는 콜롬비아 계획에 따라 미국 정부의 상당한 지원을 받고 있다.
콜롬비아 군대는 육해공군으로 나뉜다. 국가 경찰은 헌병대 기능을 하며, 군대와 독립하여 전국에 법집행 기관을 두고 있다. 각군은 국가 정보국인 비밀행정국과 별개로 각자 정보 기관이 있다. 육군은 사단, 연대, 특별 부대로 구성되며, 해군은 볼롬비아 해병과 카리브 해군과 태평양 해군, 남부 해군, 콜롬비아 해안 경비대, 해군 비행단, 산 안드레스 이 프로비덴시아 특별 사령부로 이루어져 있고, 공군은 13개의 비행단으로 되어 있다. 국가 경찰은 각 자치시마다 있다.

## 경제
콜롬비아는 비록 내부 군사 분쟁으로 어려움을 겪고 있으나, 20세기 말 콜롬비아 경제는 꾸준히 성장하여 1970년에서 1998년 사이 GDP는 연평균 4% 증가했다. 1999년 이 나라는 경기 침체를 겪었다.(대공황 이후 처음으로 연중 마이너스 성장을 기록했다) 그리고 여기서 벗어나는 과정은 지리하고 고통스러웠다. 최근 몇 년간 경제 성장은 놀라운 수준으로 2007년에는 성장률이 8.2%에 이르러 라틴 아메리카에서 가장 높은 수치였다. 그런 가운데 콜롬비아 증권 거래소는 2001년 6월 설치되었을 때 1000포인트에서 시작하여 2007년 11월에는 7,300포인트로 올랐다.
국제통화기금에 따르면, 2007년 콜롬비아의 명목 GDP는 미화 2,026억 달러(세계에서 37위이고 남아메리카에서 4위)였다. 구매력 기준으로 조정한 일인당 GDP는 7,968$로 세계에서 82위다. 그러나 실제로 부의 분배는 다른 라틴 아메리카 국가와 마찬가지로 균등하지 못하며 콜롬비아의 지니 계수는 나쁜 편이고, UN에서는 콜롬비아의 소득격차를 126개국 중 119위에 올렸다. 2003년 소득 최상위 20%가 소득/소비의 62.7%를 차지했으며, 소득 최하위 20%는 겨우 2.5%에 지나지 않았다. 또 콜롬비아인의 17.8%가 하루에 2$도 안되는 돈으로 생활하고 있다. 정부 지출은 GDP의 37.9%이다. 전체의 거의 1/4에 해당하는 이 돈은 콜롬비아의 상대적으로 높은 공채(2007년, GDP의 52.8%에 해당)의 이자를 갚는 데 쓰인다. 또 국내외 수요가 약한 점, 연금 제도 자금 조달, 실업(2008년 11월, 10.8%)이 콜롬비아 경제의 문제점이다. 최근 인플레이션은 2007년 5.5%로 꽤 낮은 수준을 유지하고 있다.

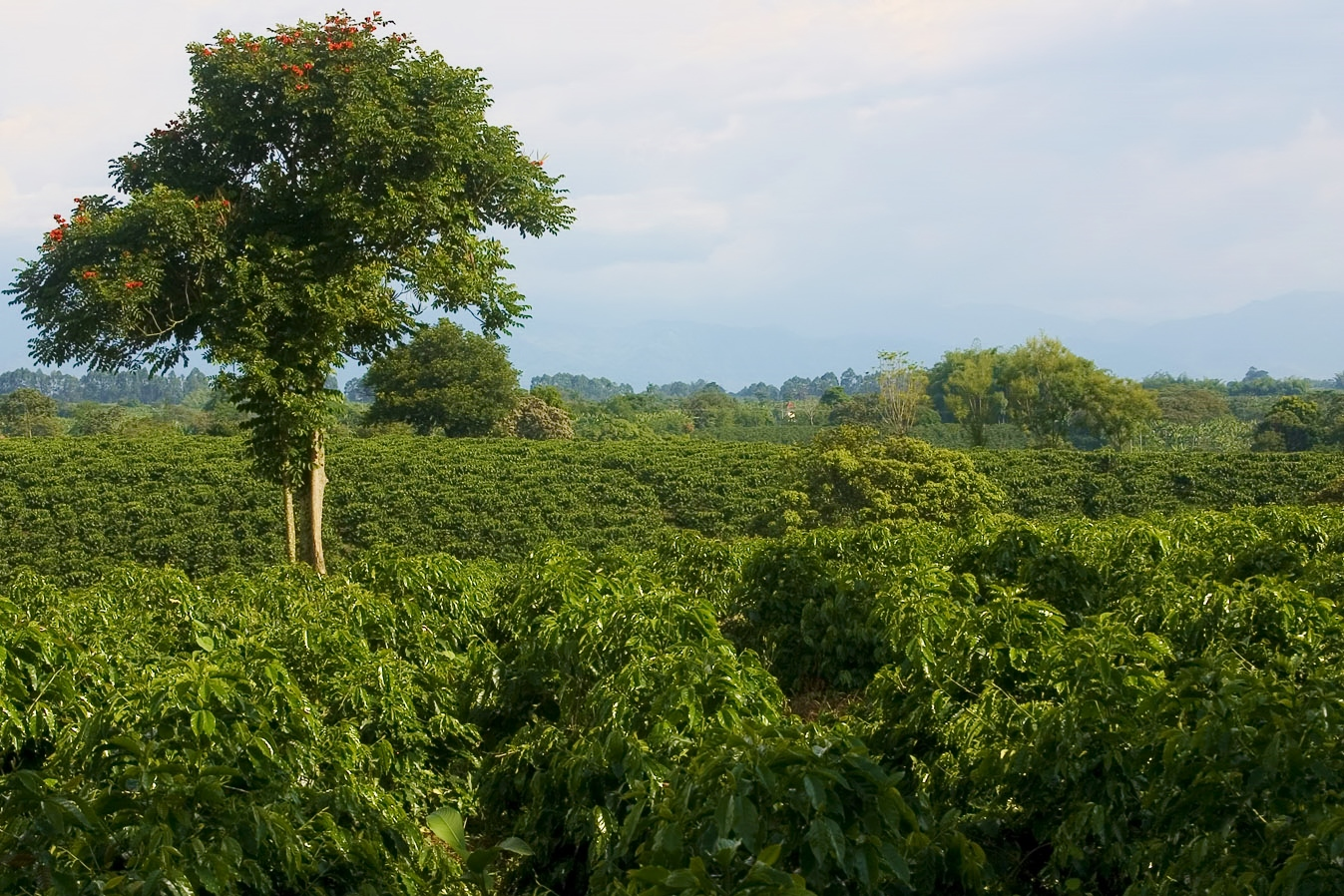
킨디오 주의 커피 농장.

콜롬비아는 농업이 주요산업이었다. 국민총생산에서 농업이 차지하는 비중은 30% 정도인 적도 있었지만 농업발전은 매우 부진한 편이다. 대부분의 농업형태가 전근대적이며 대토지 소유제로서 토지없는 농민이 대다수이었기 때문이다. 수출용 농산물은 커피·바나나·담배이고 국내소비용으로 옥수수·밀·쌀 등이 재배된다. 커피 생산과 수출에 크게 의존하는데 대토지 소유 아래 세계 제2의 커피 생산·수출량을 유지하고 있다. 커피는 1850년 이후 플랜테이션 작물로 재배되기 시작했는데 1980년 이후 주요수출품으로 자리잡았다. 킨디오주의 아르메니아 주변이 중요한 커피산지이며 그밖에 쿤디나마르카·산탄데르·노르테 데 산탄데르주 등이 있다. 역사적으로 농업 경제를 이룬 콜롬비아는 20세기 들어 급속히 도시화되고 있다. 20세기 말 전체 노동력의 22.7%만이 농업에 종사하고 있으며, GDP의 11.5%밖에 못된다. 노동인구 중 18.7%는 산업 분야에 그리고 58.5%는 서비스업에 종사하여 각각 GDP의 36%와 52.5%를 차지하고 있다. 콜롬비아는 천연자원이 풍부하며, 금·백금·에메랄드·사탕수수·쌀·담배 등이 산출된다. 주요 수출품은 석유, 석탄, 커피(수출의 56%를 차지) 와 그 외 농산물, 금이 있다. 비공식적으로 불법 마약도 주요 수출품인데, 세계 코카인의 80% 이상이 콜롬비아에서 생산되며, 이 나라 GDP의 1~3%에 해당한다고 한다. 콜롬비아는 세계적으로 에메랄드 생산으로 유명하며, 미국이 수입하는 화훼 작물의 70%가 콜롬비아산이다. 참고로, 소금, 인디오, 에메랄드를 콜롬비아의 3대 보물이라고 칭한다. 주요 교역 대상국은 미국(논쟁을 일으켰던 콜롬비아-미국 자유무역협정이 현재 미 의회의 승인을 기다리고 있다), 베네수엘라, 중국이다. 모든 수입과 수출, 전체 무역 수지는 기록적인 수준이며, 수출을 통한 달러화의 유입으로 콜롬비아 페소화가 상당히 재평가되고 있다.
경제 활동은 1990년대 초 도입된 자유주의적 경제 개혁의 도움을 받고 있으며, 현 대통령 알바로 우리베 임기까지 계속되고 있는데, 그의 정책 중에는 공공부문 적자를 GDP 2.5% 이하로 줄이는 것도 있다. 2008년 헤리티지 재단에서는 콜롬비아의 경제자유지수를 61.9%라고 했는데, 2007년보다 2.3% 증가한 것으로 세계 67위가 되었고 이 지역 29개국 가운데 15위를 차지했다. 또 우리베 대통령의 "민주적인 안보" 전략으로 안보 상황이 개선되면서 콜롬비아 경제의 신뢰도도 오르게 되었다. 2007년 5월 28일 미국 잡지 비즈니스위크에서는 기사에서 콜롬비아를 "세계에서 가장 급속히 떠오르는 시장"이라 표현했다.

### 스포츠
콜롬비아에서 가장 인기있는 스포츠는 축구, 사이클이다.

### 관광
수년간 내부 분쟁으로 관광객들은 콜롬비아에 오길 꺼려했으며, 관광 안내에서도 이 나라 여행에 경고를 했다. 그러나 최근 관광객 수가 크게 증가하고 있는데, 우리베 대통령의 "민주적인 안보" 전략으로 군 병력과 경찰을 늘려 반군을 주요 도시에서 더 멀리 몰아냈기 때문이다. 도로와 관광지는 해외 방문객을 끌어올 만하게 되었다. 외국 관광객 방문은 2003년 50만에서 2007년 130만으로 증가하리라 예상되었으며, 론리 플래닛은 콜롬비아를 2006년 세계 10대 관광지 중 한 곳으로 꼽았다. 콜롬비아의 안보 상황이 개선되면서 2008년 11월 영국 외무성은 콜롬비아에 대한 여행 권고를 개정했다.
콜롬비아 산업무역관광부 장관 루이스 키예르모 플라타는 콜롬비아에 2008년 2,348,948명의 관광객이 찾아왔다고 말했다. 그는 2009년에는 2,650,000명으로 예상했다.
콜롬비아는 유명한 보고타 성당 등 식민지시대의 예술품과 황금박물관 등 역사적 유물이 전시되어 있는 관광명소가 있다. 인기있는 관광지는 보고타 중앙 지구의 칸델라리아, 카르타헤나의 성곽 도시와 바닷가, 산타 페 데 안티오키아, 포파얀, 비야 데 레이바, 산타 크루스 데 몸폭스의 식민시대 도시, 라스 라하스 성당과 시파키라의 소금 성당이다. 메데인 꽃 축제, 바랑킬라 카니발, 파스토의 흑인과 백인의 카니발, 보고타의 이베로-아메리카 영화제 같은 콜롬비아의 유명한 축제들도 관광객을 부른다. 치안이 나아져서 카리브 크루즈선도 이제 카르타헤나와 산타 마르타에 들른다.

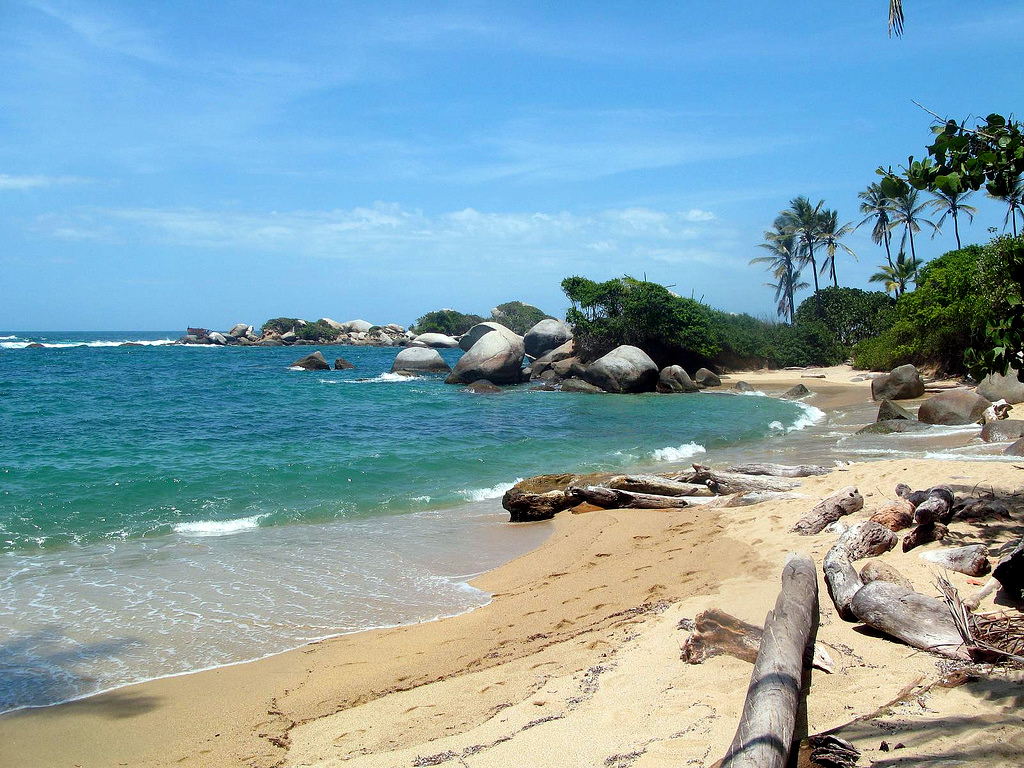
타이로나 국립공원의 아레시페스 해변.

콜롬비아의 다양한 지리와 동식물 덕분에 국립공원을 중심으로 환경관광(ecotourist) 산업도 발전하고 있다. 인기 있는 환경관광지로는 카리브 해안, 시에라 네바다 데 산타 마르타 산맥의 타이로나 국립공원, 과히라반도 끝의 카보 데 라 벨라, 안데스 지역에 있는 네바도 델 루이스 화산, 코코라 계곡, 타타코아 사막, 아마존강 분지의 아마카야쿠 국립공원, 태평양 섬 말펠로와 고르고나가 있다. 콜롬비아에는 유네스코 세계유산이 7 군데 있다.

### 교통
콜롬비아에는 국가 도로망이 있으며 교통부 산하 국립도로공사(INVIAS, Instituto Nacional de Vías)가 운영하고 있다. 팬아메리칸 고속도로가 콜롬비아를 지나 동쪽의 베네수엘라와 남쪽의 에콰도르를 이어주고 있다. 육상교통은 그다지 발달하지 않았다. 철도는 연장 3,500km, 포장도로도 3,500km에 불과하다.

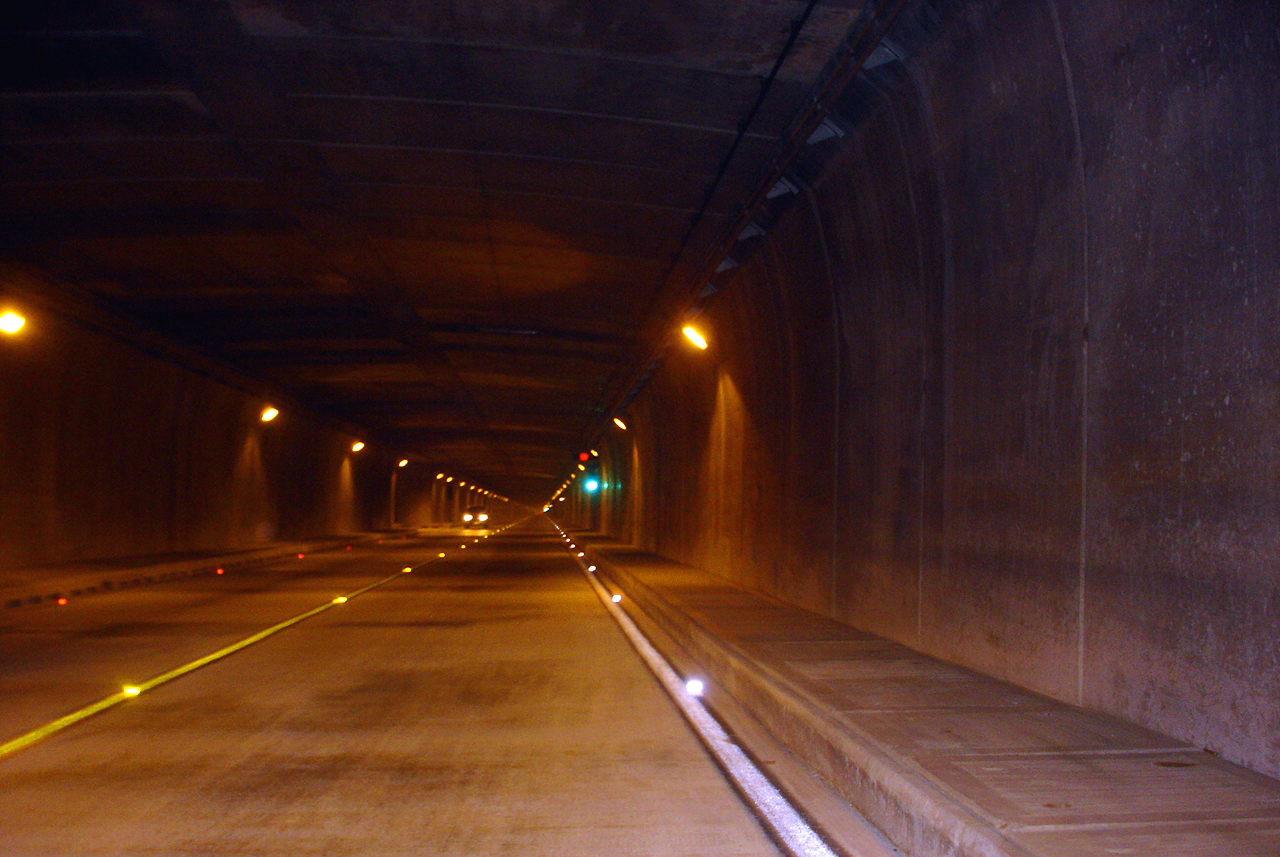
안키오키아 주의 옥시덴테 터널.

콜롬비아의 주요 공항은 보고타의 엘도라도 국제공항이다. 몇몇 국내선(Avianca, AeroRepública, AIRES , SATENA and EasyFly)과 국제선(Iberia, American Airlines, Varig, Copa, Continental, Delta, Air Canada, Air France, Aerolineas Argentinas, Aerogal, TAME, TACA 등)이 엘도라도에서 취항하고 있다. 이 공항은 아메리카와 콜롬비아의 중심에 위치하고 있어서 국내외 항공 운송 뿐만 아니라 국내 육상 운송에도 선호된다.
해상교통은 비교적 발달하여, 53척의 상선(商船)을 보유하고 있다.

## 사회

### 도시
콜롬비아의 주요 대도시별 광역권 인구와 순위는 다음과 같다.
콜롬비아 대도시(광역권) 순위
(인구 100만명 이상급)
콜롬비아의 총 인구는 약 5,000만 명이다.
1. 보고타 : 9,800,000명
(중부)
2. 메데인 : 3,821,797명
(중서부)
3. 칼리 : 3,400,204명
(중서부)
4. 바랑키야 : 2,394,879명
(북부)
5. 쿠쿠타 : 1,358,676명
(중북부)
6. 카르타헤나 : 1,319,359명
(북부)
7. 부카라망가 : 1,292,331명
(중북부)

### 인구

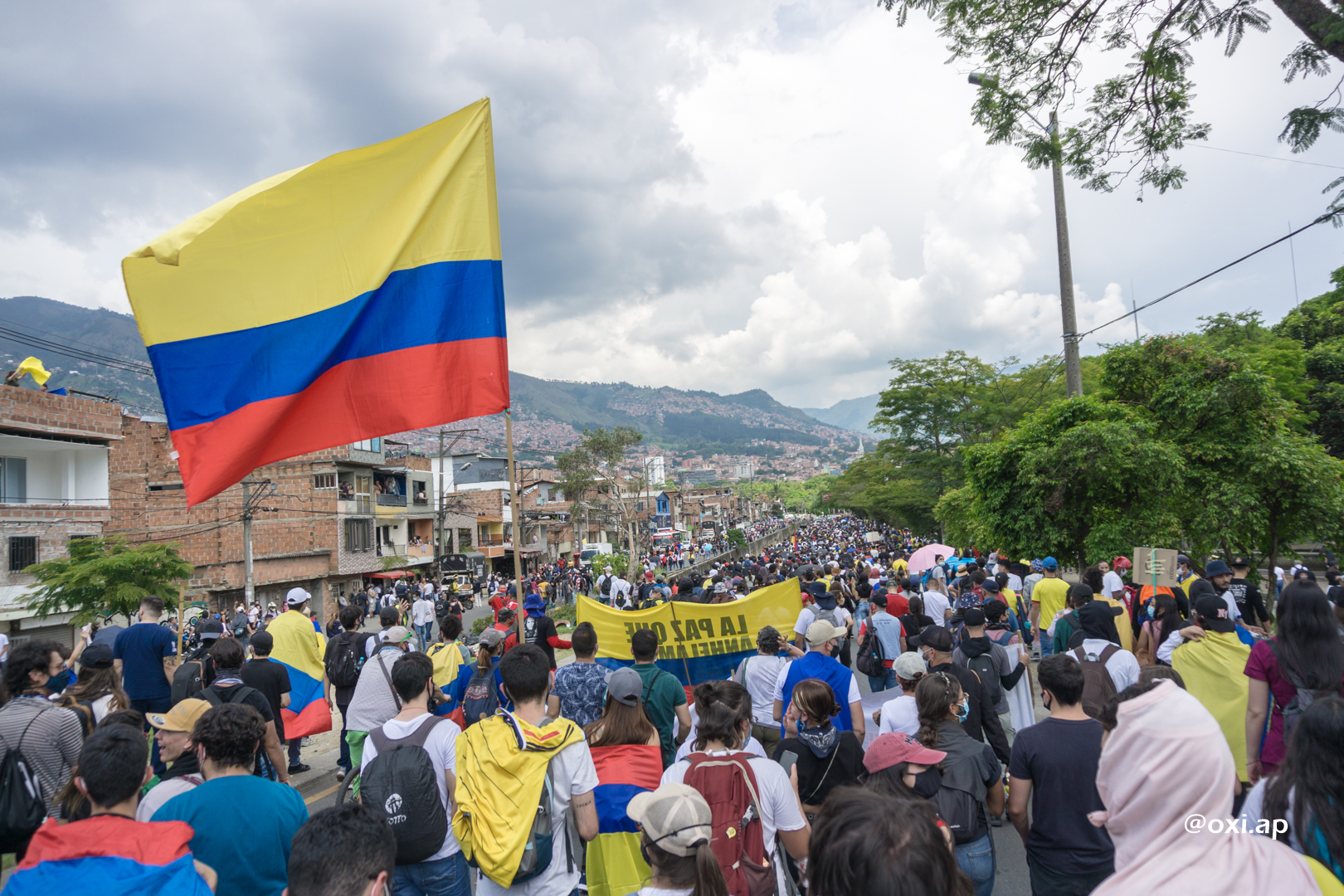
메 델린의 시위대.

2020년 콜롬비아의 인구는 약 5,000만 명으로 브라질과 멕시코에 이어 라틴아메리카에서 세 번째로 인구가 많은 나라이다. 2020년 평균 수명은 남성 70.8세, 여성 75.6세로 전체 인구 기준 73.2세이다.
1970년 이후의 도시화와 공업화의 영향으로 이촌향도(離村向都) 현상이 나타나기 시작하여, 인구는 안데스 고지와 카리브 해안에 집중되어 있다. 동부 저지 9개주는 콜롬비아 전체 면적의 54%를 이루지만, 인구는 3%도 되지 못하며, 인구 밀도도 1평방킬로미터당 1명도 안 된다. 전통적으로 농업 사회였던 콜롬비아는 20세기 중반들어 급격히 도시화되었으며, 이제 이 나라는 라틴 아메리카에서 가장 도시화된 나라 중 하나이다. 도시 인구는 1938년 전체 중 31%에서 1975년의 60%로 2005년에는 72.7%로 급증했다. 보고타 한 곳 인구만해도 1938년 300,000명 이상에서 오늘날 700만명에 이르게 되었다.

### 민족
2018년 인구 조사 (DANE)에 따르면 인구의 대다수 45%는 메스티소, 42%는 유럽 가계도, 5%는 혹 백 혼혈아 (유럽 및 아프리카 흑인 혼혈) 4%는 순수한 원주민, 2%는 흑인과 2%는 다른 기원 (아시아 또는 집시)에서 유래했다.
콜롬비아 대다수는 공용어인 스페인어를 구사한다. 그러나 콜롬비아의 세계인종언어 데이터베이스에는 총 101개 언어가 등재되어 있으며, 이 중 80개는 오늘날에도 쓰이는 언어이다. 대부분은 칩차어와 아라와크어, 카리브 언어족에 속해있다. 잉카 제국의 후손들이 쓰는 케추아어는 북쪽으로 콜롬비아까지 뻗어있으며, 주로 남부 고원의 중심 도시에 분포하고 있다. 토착어 사용자는 현재 500,000여명이 있다. 인디언언어와 영어도 통용된다.

### 토착 민족
에스파냐인이 콜롬비아 땅을 침략하기 전에 이땅은 여러 토착 민족들의 땅이었다. 이 중 상당수는 메스티소에 흡수되었으나 아직도 남은 사람들은 85개가 넘는 문화를 이루고 있다. 567개의 원주민 보호구역(resguardos)이 365,000km²(전 국토의 30% 이상)를 차지하며, 이곳에 1,900,000여명 이상의 사람들이 97,000 가구를 이루어 살고 있다. 1991년 헌법에서는 이들 지역에서 토착어를 공용어로 정하고 있으며, 상당수는 2개 언어를 함께 교육한다. (토착어와 스페인어)

### 이민자
1499년 콜롬비아에 유럽인이 도착한 이래 가장 큰 이민자 그룹은 스페인의 식민지이다. 하나, 19세기 후반과 20 세기 초, 다른 유럽인 (네덜란드, 독일, 이탈리아, 프랑스, 스위스, 벨기에, 포르투갈, 그리스, 바스크, 북아메리카) 러시아 출신의 다른 유럽인, 우크라이나, 리투아니아, 라트비아, 영국, 아일랜드, 스코틀랜드와 크로아티아는 제 2 차 세계 대전 중과 후에 이민자로왔다. Gaji Bogotá Antanas Mokus의 전 시장은 리투아니아 이민자의 후손이다.
카리브해 연안, 특히 중동에서 많은 이민자와 후손이 발견된다. 레바논, 팔레스타인, 시리아, 유대인, 집시, 스페인, 미국인, 이탈리아 인, 독일인 및 프랑스 인은 바 랭키 (콜롬비아 카리브해 연안에서 가장 큰 도시) 및 기타 카리브해 도시에서 볼 수 있다. 닥터-바란 기아에서 태어난 가수 샤키라는 레바논, 스페인, 이탈리아 인의 후손이다. 중국, 한국, 일본도 일부 지역에서 중요한 그룹을 형성한다.
아프리카 흑인은 노예로 끌려와서 대부분이 해안 저지에 살고 있으며, 이들은 16세기 초부터 19세기까지 계속 유입되었다. 오늘날 다수의 아프리카계 콜롬비아인 집단은 카리브와 태평양 해안에 분포하고 있다. 콜롬비아 태평양 해안의 북부에 자리잡은 초코 주에서는 인구의 80% 이상이 흑인이다.

### 교육

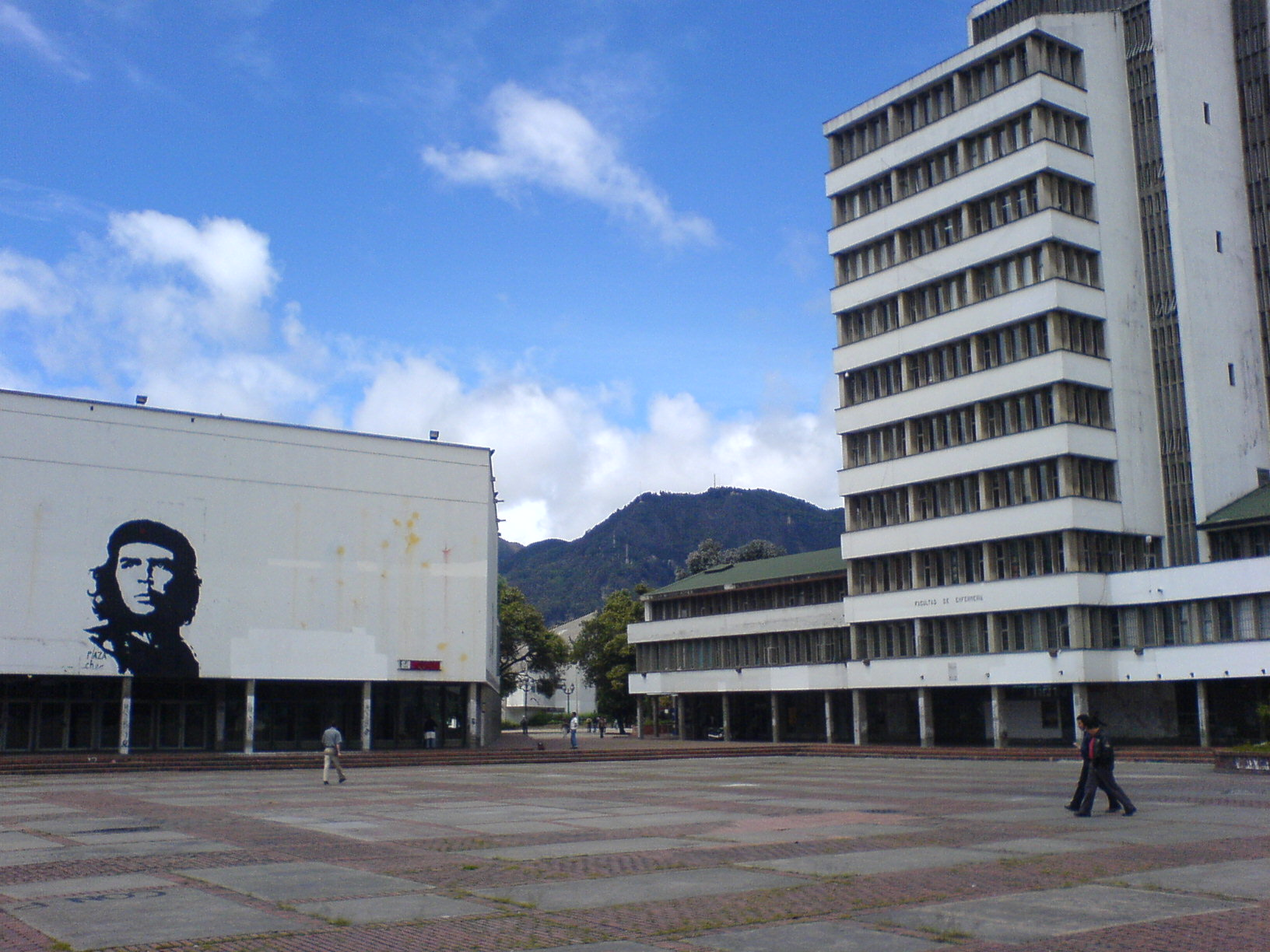
산탄데르 광장. 국립 콜롬비아 대학교의 보고타 캠퍼스. 콜롬비아에서 가장 큰 국립대학이다.

많은 콜롬비아 아이들은 6살 이전에 유치원에서 첫 학업을 시작한다. 초등교육은 4년으로 무료 의무교육이다. 중등교육(educación media)는 11살에 시작하여 6년 동안 혹은 7년 동안(대개 사립 학교의 경우이며, 보통 직업 교육학교이다) 수학한다. 중등학교 졸업자는 졸업장을 받는다. 그러나 시골 지역에서는 교사의 질이 떨어지고 5년 단위의 초등 교육만 있는 경우가 많다. 학년은 2월부터 11월 혹은 8월부터 6월까지 지속되며, 여러 공립 학교 수업의 경우 많은 학생 수를 감당하기 위해 아침반과 오후반으로 나누는 경우가 흔하다.
2006년 GDP 대비 공공교육 지출 비중은 4.7%로 라틴 아메리카에서 상위권으로, 1991년의 2.4%와 비교할 때 큰 발전이다. 정부 총 지출의 14.2%가 교육에 들어간다. 2006년 초중등 학교 등록률은 각각 88%와 65%로 지역 평균보다 약간 낮은 정도였다. 학업 기간은 12.4년이다. 15세 이상 인구의 92.3%는 글을 읽고 쓸 줄 알고 15~24세 인구의 문자해득률은 97.9%에 이르러, 지역 평균보다 좀 더 높다. 그러나 시골 지역에는 문자 해득 정도가 상당히 떨어진다.
콜롬비아에는 24개의 국립대학교와 수많은 사립대학교가 있다. 대학은 보고타에 집중되어 있어, 이 도시는 "남아메리카의 아테네"로 불리게 되었다. 주요대학으로는 콜롬비아 국립대학, 로마 가톨릭계 대학으로 하베리아나 대학, 그 밖에 로스안데스 대학·카르다스 대학 등이 있다.

### 종교
가톨릭이 70%, 개신교가 15%이다.

## 문화
콜롬비아는 라틴 아메리카와 북 아메리카의 교차점에 놓여 있고, 다양한 문화의 영향을 받았다. 아메리카 원주민, 스페인, 그 외의 유럽, 아프리카, 아메리카, 카리브, 중동의 문화를 비롯하여, 다른 라틴 아메리카의 영향이 모두 현재의 콜롬비아 문화를 이루고 있다. 그리고 도시화, 산업화, 세계화, 기타 정치, 사회, 경제적 변화들이 또한 콜롬비아 문화에 영향을 주었다. 역사적으로, 이 나라의 훌륭한 자연경관은 다양한 지역들이 서로 고립되도록 하였고, 결과적으로 매우 강한 지역 의식의 발전을 가져왔다. 이 지역 의식은 많은 경우에 국가 정체성보다도 강하다. 현대의 교통 및 통신 수단이 강한 지역적 정서를 누그러뜨렸고, 국가연대 의식을 촉진하였다. 그러나, 사회적, 정치적 불안정, 특히 도시간 고속도로를 점령한 무장투쟁 단체에 대한 공포심은 매우 명백한 지역적 차이를 유지하는 데에 기여하였다. 보고타 사람들과 중앙 고원 지대의 사람들인 안티오키아(Antioquia)의 파이사스(paisas), 커피 재배 지역인 카리브해 연안의 코스테뇨스(costeños), 동부 평원의 야네로스(llaneros), 태평양 해안에 거주하는 사람들, 남동쪽의 광대한 아마존 우림 지역 사람들 사이에는 억양, 의복, 음악, 음식, 정치적·일반적 태도 등에 커다란 차이가 있다.
식민지 시대의 유산인 콜롬비아는 여전히 유서깊은 로마 가톨릭 국가로 남아 있으며, 다문화 사회에 일체감을 주는 가톨릭 교회 전통이 폭넓게 유지되고 있다. 콜롬비아에는 연중 많은 기념일와 축제가 있는데, 대부분은 이러한 가톨릭 전통에서 비롯된 것이다. 그러나, 상당 부분은 다양한 다른 문화와 혼합되어 있다. 콜롬비아의 축제중 두드러진 몇 가지는 예는 '바랑키야 카니발'(Carnaval de Barranquilla), 흑인과 백인의 카니발(Carnaval de Negros y Blancos), 메데인의 '꽃 축제'(Feria de las Flores), 보고타의 '이베로아메리카 영화제'(Festival Iberoamericano de Teatro de Bogotá) 등이다.
여러 가지 다양한 민족 전통의 혼합이 콜롬비아 음악과 무용에 반영되어 있다. 가장 잘 알려진 콜롬비아의 장르로는 쿰비아(cumbia)와 바예나토(vallenato)가 있다. 바예나토는 세계적인 대중 문화의 영향을 강하게 받고 있다. 콜롬비아에서 문화적으로 일체감을 형성하는 강력한 매체는 텔레비전이다. 콜롬비아의 연속극(telenovela) 《베티 라 페아(Betty La Fea)》는 미국, 멕시코 등지에서 현지 버전으로 국제적인 성공을 거두었다. 대한민국의 텔레비전 방송에서도 미국 버전의 "어글리 베티"가 방영되었다. 텔레비전은 또한 지방의 영화 산업 발전에도 기여하고 있다. 콜롬비아는 또 문예·학술이 성한 나라로 J. 이삭스, J. A. 실바, J. E. 리베라, G. 가르시아
마르케스 등 라틴아메리카 문학사상에 남을 문학가를 배출하였다.
여타의 라틴 아메리카인들과 마찬가지로 콜롬비아 사람들도 축구에 대한 열정이 대단하다. 콜롬비아 축구 국가대표팀은 일체감과 국가적 자존심의 상징이다. 다만, 콜롬비아 프로 축구(Fútbol Profesional Colombiano) 클럽은 광폭한 충성심과 때로 폭력적인 경쟁의식을 불러 일으키기도 한다. 콜롬비아 축구는 프레디 린콘(Freddy Rincón), 카를로스 발데라마, 이반 코르도바, 파우스티노 아스피야(Faustino Asprilla) 같은 유명한 축구 선수들을 외국으로 "수출"하였다. 그 외에도 포뮬러 원의 후안 파블로 몬토야(Juan Pablo Montoya), 메이저 리그 베이스볼의 에드거 렌테리아(Edgar Rentería), 오를란도 카브레라(Orlando Cabrera), PGA 투어(PGA Tour)의 카밀로 비예가스(Camilo Villegas) 같은 유명한 스포츠 스타도 배출하였다.

### 건축

#### 프리마다 대성당
프리마다 대성당(Catedral Primada)은 양쪽으로 첨탑이 있는 콜로니얼풍 사원이다. 1807년 재건되었는데, 식민지시대의 초기부터 이곳에는 교회들이 있었다고 한다. 은제단을 비롯해서 식민지시대의 화가들이 그린 종교화 등으로 장식된 내부는 장엄한 분위기이다. 가까이에 사그리오 예배당이 있다.

#### 황금박물관
산타데르 공원의 동쪽에 있는 박물관으로 스페인이 침략하기 이전에 콜롬비아의 인디헤나가 만든 것이라는 황금세공 약 3만점이 전시되어 있다.

#### 볼리바르의 집
산 프란시스코 교회에서 북동쪽으로 조금 떨어진 곳에 있는 백악의 저택으로 볼리바르가 별장으로 쓰던 곳인데 지금은 그가 쓰던 가구 등을 그대로 전시하고 있는 박물관으로 되어 있다. 볼리바르가 살던 저택은 현재 대통령관저로 쓰이고 있으며, 국회의사당 남쪽에 위치하고 있다.

#### 국립박물관
전에 형무소에 있던 건물로 인디헤나의 생활용품과 의복장식품 등이 전시되어 있는 역사 및 인류학박물관이다. 관련도소 및 민예품 등의 판매장도 있으며 근처에 투우장이 있다.

## 같이 보기
- 콜롬비아 공원